# Pio Colombini
Pio Colombini (Montalcino, 22 agosto 1865 – Montalcino, 7 luglio 1935) è stato un dermatologo collezionismo italiano.
Grazie al suo archivio si può avere una maggiore conoscenza della Sardegna di fine Ottocento.

## Biografia
Laureato in medicina e chirurgia, Colombini si trasferì in Sardegna nel 1898 perché era stato nominato professore straordinario all'Università di Sassari, dove fondò la cattedra di dermosifilopatia.
Sette anni dopo fu chiamato all'università di Cagliari, dove fu nominato anche rettore per l'anno accademico 1910-11. Nel 1912 fu trasferito a Modena, dove coprì la carica di rettore dal 1916 al 1932. Nel corso della carriera scrisse numerosi saggi.

## La collezione Colombini
Pio Colombini rimane famoso soprattutto per la sua collezione, che comprende oltre 1800 cartoline illustrate raccolte nell'arco di quattordici anni. 
Nelle cartoline sono raffigurate immagini della Sardegna degli ultimi anni dell' '800 e dei primi del '900; si possono trovare le principali città sarde ma anche i piccoli paesi. Oltre a piazze e monumenti, sono documentati i mezzi di locomozione dell'epoca.
La collezione è oggi dell'ISRE, dopo che gli eredi del professore la cedettero ad un prezzo simbolico alla Regione Sardegna nel 1960.